# Rose Löwenbraun
 (mars 2019).
Si vous disposez d'ouvrages ou d'articles de référence ou si vous connaissez des sites web de qualité traitant du thème abordé ici, merci de compléter l'article en donnant les références utiles à sa vérifiabilité et en les liant à la section « Notes et références ».
Rose Löwenbraun, née le 18 mars 1907 en Moldavie, était une femme médecin, directrice du sanatorium Léopold Bellan à Chaumont-en-Vexin. Déportée sous l'occupation allemande, elle meurt à Auschwitz en 1943.

## Biographie
Rose Löwenbraun naît le 18 mars 1907 en Moldavie, une région de la Roumanie. Elle arrive à Nancy à l'âge de 19 ans, après avoir obtenu son bac roumain.  Grâce à un ancien accord franco-roumain, elle y  effectue 2 années d'études supérieures en médecine, puis les poursuit à Paris, accompagnée de sa sœur Rachel et d'une partie de sa famille. Elle rédige sa thèse en 1934, qui porte sur « Le Gluconate de calcium en physiothérapie, tuberculose pulmonaire, hémoptysies, exsudats, rhumatisme allergique... », conservée à la Bibliothèque Nationale de France.

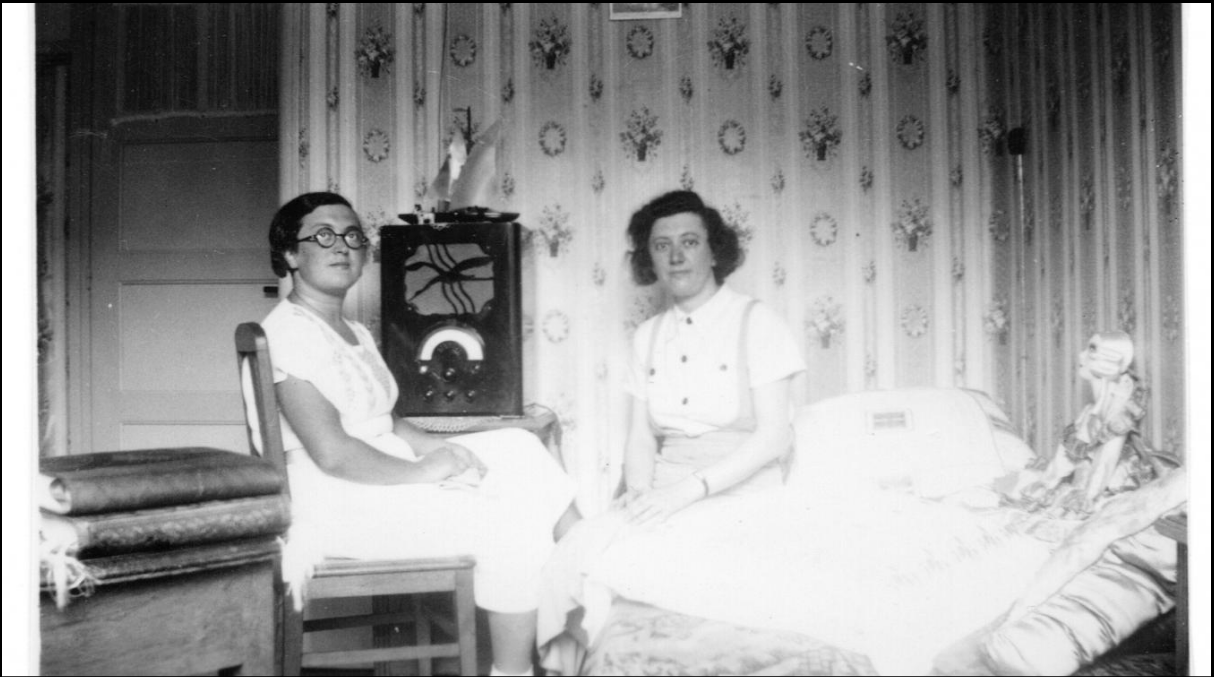
Rose et Rachel au Béllan de Chaumont-en-Vexin, fin des années 1930

Après ses études, elle obtient rapidement le poste de directrice du sanatorium Léopold Bellan à Chaumont-en-Vexin, tandis que sa sœur Rachel y travaille comme panseuse, 
Installée dans la commune, elle est bien intégrée, selon de nombreux témoignages. Cependant, à la veille de Noël 1942, elle est arrêtée du fait de ses origines juives, probablement dénoncée par un de ses voisins. Elle est transférée au camp de Drancy, puis à Auschwitz en Pologne où elle décède en 1943, à l'âge de 36 ans, du fait d'une crise cardiaque liée à l'épuisement. Contrairement à sa sœur, Rachel réussit à se cacher pendant la guerre, et part à New-York au début des années 50 avec son mari rencontré au sanatorium.

### Ouvrages
- Collège Saint-Exupéry, Mémoires & émotions, Canens, In extenso éditions, 2016, 50 p. (ISBN 979-10-91148-18-4, présentation en ligne) : projet de commémoration du collège Saint-Exupéry de Chaumont-en-Vexin, en mémoire de la seule déportée de la commune.
- Cahier SHGBE (Société Historique et Géographique du Bassin de L'Epte) N°68 édité en 2012

### Archives
- Archives nationales de Fontainebleau : dossier des naturalisations
- Archives départementales des Yvelines : dossier des étrangers
- Archives départementales de l'Oise : dossier des juifs sous l'Occupation
- Archives du Centre Léopold Bellan de Chaumont-en-Vexin : dossier du personnel du sanatorium